# 大野町立東小学校
大野町立東小学校（おおのちょうりつ ひがししょうがっこう）は、岐阜県揖斐郡大野町相羽にある公立小学校。

## 概要
- 学校生徒数
  - 開校当時の1983年の生徒数513人
  - 2010年4月1日現在320人
  - 2021年4月1日現在259人

## 通学区域
- 通学区域は黒野の一部、六里、相羽、下方、麻生であり、公立中学校の進学先は大野町立大野中学校である[1]。

## 沿革
- 昭和54年4月 - 大野北小学校が大野小学校より分離新設
- 昭和57年3月 - 町議会において大野町東部に小学校新設が議決
- 昭和57年8月 - 大字相羽763番地の10に校舎建築に着工
- 昭和58年4月1日 - 鉄筋コンクリート3階建竣工。大野町東小学校として開校。広い運動場の周りには樹木が植えられる。
- 昭和59年 - 町教委指定研究発表
- 昭和62年 - にこにこ音頭碑除幕式
- 平成3年 - 通学服自由化、ふれあい広場完成
- 平成4年 - 開校10周年記念式典
- 平成6年 - 町教委指定研究発表（国語）
- 平成7年 - パソコン21台導入
- 平成8年 - 県教委指定「国際理解推進事業」
- 平成9年 - 地域ぐるみの道徳教育推進事業の指定
- 平成11年 - パソコン入れ替え、体育館屋根改修
- 平成13年 - テレビ20台入れ替え
- 平成14年 - 町教委指定研究発表、開校20周年記念式典
- 平成15年 - グランドへのスロープ・駐車場へのスロープ設置
- 平成18年 - 避難用スロープ設置
- 平成19年 - 西濃地区図書館教育優秀賞受賞
- 平成21年 - パソコン入れ替え

## 義務教育学校への再編計画
- 町内の全小中学校（小学校6校・中学校2校）を統合し、1つの義務教育学校とする計画である。校舎は新設し、2031年の開校の計画である[2]。